# Sikasso
Sikasso je krajské město v Mali, ležící 375 km jihovýchodně od metropole Bamako. Žije v něm 225 753 obyvatel (sčítání lidu 2009) a je tak druhým největším městem v zemi. Je centrem zemědělské oblasti, kde se pěstuje bavlna, čirok a tropické ovoce, a také důležitým dopravním uzlem. Obyvatelstvo tvoří Senufové, Samagové a Bambarové.
Sikasso bylo málo významnou vesnicí do roku 1877, kdy sem Tieba Traoré přenesl hlavní město království Kénédougou a vybudoval pevnost zvanou Tata (je navržena na zařazení na seznam Světové dědictví). V roce 1898 město dobyla francouzská vojska.
V Sikassu se každoročně koná festival hráčů na balafon. V roce 2004 byl založen místní Institut pro výzkum senufské kultury. Nachází se zde letiště (Aéroport international de Sikasso Dignagan), mešita i katolická katedrála. Partnerským městem je francouzské Brive-la-Gaillarde.